# Shahrestān-e Tangestān
Shahrestān-e Tangestān (persiska: شهرستان تنگستان, تنگستان) är en delprovins (shahrestan) i Iran.   Den ligger i provinsen Bushehr, i den centrala delen av landet, 800 km söder om huvudstaden Teheran.
Delprovinsen hade 76 706 invånare 2016.